# Theridion ludekingi
Theridion ludekingi is een spinnensoort in de taxonomische indeling van de kogelspinnen (Theridiidae).
Het dier behoort tot het geslacht Theridion. De wetenschappelijke naam van de soort werd voor het eerst geldig gepubliceerd in 1890 door Tord Tamerlan Teodor Thorell.
De soort is genoemd naar de ontdekker, de heer Everhardus Wijnandus Adrianus Lüdeking, officier van gezondheid bij het Nederlands leger in Nederlandsch-Indië.